# Сивка (притока Ірпеня)
Сивка — річка в Україні, притока Ірпеня. Має довжину 17 км. Бере початок біля села Грузьке. Впадає в Ірпінь у селі Соснівка.

## Історія
Річка Сивка, можливо, була так названа через сивий колір води, а можливо своє ім'я отримала від пташки сивки (совки). Ширина русла — 3 метри. На руслі знаходяться 10 ставків. Під загальною назвою Сивка об'єднані зараз вісім струмків, що з'єднуються в єдине русло в селі Козичанка.
Вперше із назвою Sowka згадана 18 травня 1607 року.
За краєзнавчими матеріалами Л. Похилевича про річку відомо наступне:
| «Грузька — село в семи верстах на запад от м. Бышева в низменной местности при незначительном ручейке того же имени в Ирпень впадающем… Козичанка — село в двух верстах от с. Грузькой ниже по тому же болотистому ручью, который здесь уже имеет название Сивка»[2]. |
Зокрема, Сивкою історично називався струмок, що тече через Веселу Слободу. Джерело в урочищі Кондрацьке дає початок річці Пилипонці, що є найбільшою притокою Сивки. А до Пилипонки несе свої води річка Сиївка, що бере свій початок з джерел і боліт неподалік урочища Обідного (між селами Грузьке та Фасовою). З джерел та меліораційних каналів на кордоні з Житомирською областю витікає струмок, що має назву Грузька. Він впадає до Сиївки в центрі села Грузьке. Гілка річища, що бере початок в урочищі Ятуб, здавна називалася Майданом. Також, якщо вірити І. Фундуклею, струмок, що бере початок в урочищі Ятубі і аж до впадіння у річку Ірпінь, називався Козичанкою. Навряд чи цей перелік назв можна вважати вичерпним. Дехто, наприклад, стверджує, що Сивка є одним з русел річки Свинарийки, одне з яких протікає через село Вільне.
Зважаючи на таке розмаїття, видається логічним рішення географів початку XX століття об'єднати усі ці струмки єдиною назвою Сивка, яка зберігається за річкою й досі.